# The Hayflick Limit
|  | Denne artikel er oprettet af botten PalnaBot ud fra en ekstern database. Den kan derfor have sproglige fejl eller mangler. Denne skabelon kan fjernes efter kontrol af indholdet. |

The Hayflick Limit er en kortfilm instrueret af Ulrik Horten, Hanne Paludan Kristensen, René Schmidt efter manuskript af Ulrik Horten, Hanne Paludan Kristensen, René Schmidt.